# Charged Records
Charged Records jest punkowią wytwórnią płytową założona przez Jake'a Kolatis'a z The Casualties w 1998. W tej wytwórni wydawali swoje płyty m.in.  Antidote, The Casualties, The Agrestix i The Virus.

## Przykładowi artyści
- The Casualties
- The Virus
- Monster Squad
- Wednesday Night Heroes